# Coptosperma humblotii
Coptosperma humblotii là một loài thực vật có hoa trong họ Thiến thảo. Loài này được (Drake) De Block mô tả khoa học đầu tiên năm 2007.